# Leptogaster dissimilis
Leptogaster dissimilis là một loài ruồi trong họ Asilidae. Leptogaster dissimilis được Ricardo miêu tả năm 1912. Loài này phân bố ở miền Australasia.